# Portada/article octubre 12

## Formatge de Maó
El formatge de Maó és un formatge de llet de vaca que compta amb un Consell Regulador de Denominació d'Origen Protegida (DOP), de pasta premsada no cuita, de forma paral·lelepipèdica i d'arestes arrodonides, elaborat i madurat exclusivament a Menorca, segons la tradició i la normativa recollida en el reglament de la DOP.
Va ser a l'any 1985 quan se li atorgà de forma definitiva la denominació d'origen formatge Mahón i posteriorment a l'any 1998 s'incorporà la paraula Menorca al formatge emparat, el qual passà a anomenar-se Mahón-Menorca.